# Shiori Kutsuna
Shiori Kutsuna (忽那 汐里 Kutsuna Shiori?,  Sídney, Australia, 22 de diciembre de 1992) es una actriz y modelo japonesa, afiliada a Oscar Promotion.
Es principalmente conocida por sus papeles de Ran Mori en Shinichi Kudo's Written Challenge, Minami Maho en Beck y más recientemente por interpretar a Yukio en las películas Deadpool 2 y Deadpool & Wolverine.

## Biografía

### Primeros años
Kutsuna nació el 22 de diciembre de 1992 en el suburbio de Killarney Heights, en Sídney, Australia de padres japoneses. Vivió en Australia hasta la edad de catorce años antes de mudarse a Japón para seguir una carrera como idol y actriz. En 2011, junto a las actrices Mayuko Kawakita y Riko Narumi, Kutsuna se graduó de la ilustre Escuela Secundaria Horikoshi en Nakano, Tokio.
En 2013, abandonó sus estudios en la Universidad de Tokio antes de comenzar su tercer año con el fin de centrarse en su carrera actoral. Su agencia comentó que «realmente fue difícil para ella trabajar mientras iba a la universidad. Le era difícil asistir a clases debido a su trabajo en dramas. Ella aceptó y la abandonó. Ahora se centrará en su carrera como actriz». Kutsuna habla con fluidez inglés y japonés.

### Carrera

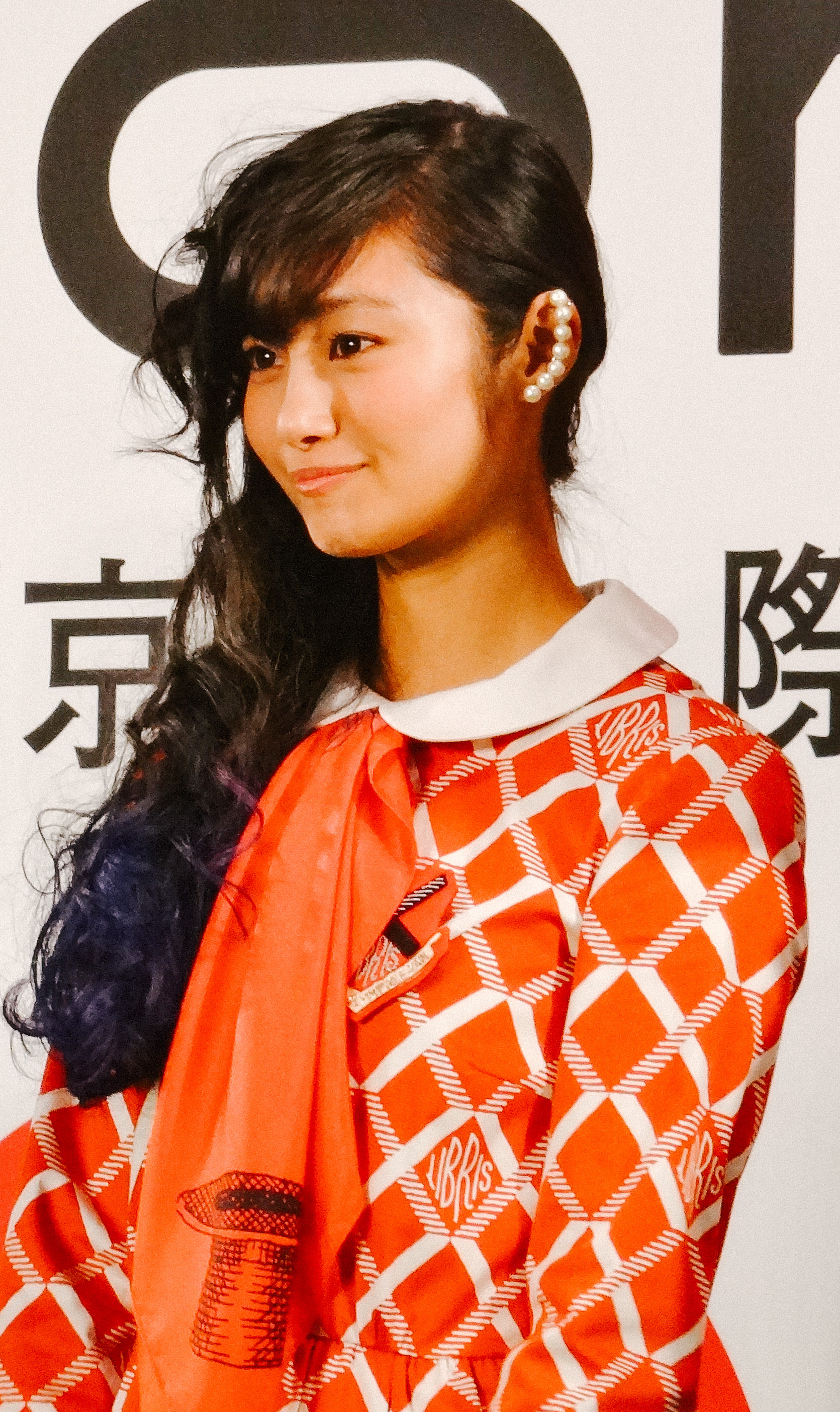
Kutsuna en 2013.

En 2006, Kutsuna ganó el premio Judge's Prize en el All-Japan National Young Beauty Contest de 2006. En 2009, obtuvo su primer papel protagonista en la serie 7 Mannin Tantei Nitobe. En ella interpreta a Tsugumi Nitobe, una estudiante universitaria que tiene 70.000 amigos en Internet y resuelve casos difíciles mediante el uso de su cerebro.
En 2011, fue elegida para interpretar a Ran Mori en un drama especial de acción en vivo de Detective Conan titulado Shinichi Kudo's Written Challenge. Kutsuna reemplazó a la actriz Tomoka Kurokawa, quien interpretó a Ran en los especiales anteriores de 2006 y 2007.
En 2012, Kutsuna fue nombrada Mejor Actriz Nueva de 2011 por la revista de cine Kinema Junpo. En 2017, se anunció que interpretaría al personaje de Yukio en la película Deadpool 2 .

## Filmografía

### Televisión
| Año  | Título                            | Papel                                        | Cadena         | Notas                                | Ref.  |
| ---- | --------------------------------- | -------------------------------------------- | -------------- | ------------------------------------ | ----- |
| 2007 | Kinpachi-sensei                   | Kanai Akiko                                  | TBS            | Clase 3-B                            |       |
| 2008 | Taiyō to Umi no Kyōshitsu         | Fujisawa Risa                                | Fuji TV        | Clase 3-1                            |       |
| 2009 | Mei-chan no Shitsuji              | Amo Rin                                      | Fuji TV        |                                      |       |
| 2009 | 70 000 People Detective Nitobe    | Nitobe Tsugumi                               | BS Asahi       | Principal                            | [ 4 ] |
| 2009 | The Witch Trial                   | Kashiwagi Haruka                             | Fuji TV        | Secundaria                           |       |
| 2009 | Shōkōjo Seira                     | Mizushima Kaori                              | TBS            | Secundaria                           |       |
| 2010 | Graduation Song                   | Sato Mami                                    | Fuji TV        | Principal, Historia 1: Bestfriend    |       |
| 2011 | Jidankoshonin Gota Keshi          | Sakura Ayano                                 | NTV            | Principal                            |       |
| 2011 | Gō                                | Sen                                          | NHK            |                                      |       |
| 2011 | Shinichi Kudo's Written Challenge | Ran Mori                                     | NTV, YTV       | Principal                            | [ 5 ] |
| 2011 | I'm Mita, Your Housekeeper        | Asuda Yui                                    | NTV            |                                      |       |
| 2012 | O-PARTS                           | Miyamae Yuki                                 | Fuji TV        | Principal                            |       |
| 2012 | Yo nimo Kimyo na Monogatari       | Kashiwagi Misa                               | Fuji TV        | Principal. Segmento 4: Changing Room |       |
| 2012 | 20nen-go no Kimi e                | Sawada Mariko                                | TBS            |                                      |       |
| 2012 | Single Mothers                    | Kijima Yukino                                | NHK            | Secundaria                           |       |
| 2013 | Nakuna, Hara-chan                 | Konno Kiyomi                                 | NTV            |                                      |       |
| 2013 | Kazoku Game                       | Mizukawa Sara (Asami Maika / Tachibana Maki) | NTV            | Secundaria                           |       |
| 2013 | Machiisha Jumbo!!                 | Asuka Baba                                   | NTV]], YTV     | Principal                            |       |
| 2014 | Nezumi, Edo wo Hashiru            | Kosode                                       | NHK            | Principal                            |       |
| 2014 | Bitter Blood                      | Maeda Hitomi                                 | Fuji TV        | Secundaria                           |       |
| 2014 | Ukai ni Koishita Natsu            | Yuzu Tachibana                               | NHK BS Premium |                                      |       |
| 2016 | Kamogawa Shokudo                  | Koishi Kamogawa                              | NHK BS Premium | Principal                            | [ 6 ] |
| 2017 | 1942-nen no Play Ball             | Kimiko                                       | NHK G          |                                      | [ 7 ] |
| 2021 | Invasion (AppleTV)                | Mitsuki Yamato                               | Apple TV       |                                      |       |

### Películas
| Año  | Título                                              | Papel                 | Estudio                            | Notas                   | Ref.   |
| ---- | --------------------------------------------------- | --------------------- | ---------------------------------- | ----------------------- | ------ |
| 2009 | Guardian Angel                                      | Ryoko                 | Avex                               |                         | [ 8 ]  |
| 2010 | Chonmage Purin                                      |                       | J Storm                            |                         |        |
| 2010 | Beck                                                | Minami Maho           | Shochiku                           | Principal               | [ 9 ]  |
| 2011 | My Back Pages                                       | Mako Kurata           | Asmik Ace Entertainment            | Secundaria              |        |
| 2011 | 3 nen B gumi Kinpachi Sensei: Final                 | Kanai Akiko           | TBS                                | Invitada                |        |
| 2011 | Shojotachi no Rashinban                             | Eshima Ran            | Klock Worx                         | Principal               |        |
| 2011 | Shinichi Kudo's Written Challenge!                  | Ran Mouri             | NTV, YTV                           | Principal               |        |
| 2012 | Shinichi Kudo and the Kyoto Shinsengumi Murder Case | Ran Mouri             | NTV, YTV                           | Principal               | [ 10 ] |
| 2012 | Guskō Budori no Denki                               | Neri                  | Tezuka Productions                 | Voz                     | [ 11 ] |
| 2013 | Petal Dance                                         | Haraki                | Bitters End                        | Principal               | [ 12 ] |
| 2013 | Before The Vigil                                    | Machiko Yamada        | Toei                               |                         |        |
| 2013 | Unforgiven                                          | Natsume               | Warner Bros. & Nikkatsu            | Secundaria              |        |
| 2014 | Oh! Father                                          | Taeko                 |                                    | Principal               | [ 13 ] |
| 2015 | 125 Years Memory                                    | Haru/Harumi           | Toei, Creators' Union, Böcek Yapım | Principal               |        |
| 2016 | Kingsglaive: Final Fantasy XV                       | Lunafreya Nox Fleuret | Aniplex & Sony Pictures            | Principal               | [ 14 ] |
| 2017 | Kiseki                                              | Rika                  | Toei                               |                         |        |
| 2017 | Cat Collector's House                               | Michiru Towada        | AMG Entertainment                  |                         |        |
| 2018 | The Outsider                                        | Miyu                  | Netflix                            | Película estadounidense |        |
| 2018 | Deadpool 2                                          | Yukio                 | 20th Century Fox                   | Película estadounidense | [ 15 ] |
| 2019 | Murder Mystery                                      | Suzi                  | Netflix                            | Película estadounidense |        |
| 2024 | Deadpool & Wolverine                                | Yukio                 | Marvel Studios                     | Película estadounidense |        |